# Омутнинский
Омутни́нский — поселок в Омутнинском районе Кировской области. Входит в состав Омутнинского городского поселения.

## География
Находится на расстоянии примерно 11 км по прямой на северо-запад от города Омутнинск.

## История
Поселок был основан в годы Великой Отечественной войны как колония для заключенных — лесозаготовителей, затем вошел в состав Омутнинского леспромхоза. Особенностью поселка были бараки в виде деревянных круглых юрт на 15 человек. В 1989 году отмечено 155 жителей.

## Население
Постоянное население составляло 107 человек (русские 88 %) в 2002 году, 85 в 2010.